# Азий (коммуна)
Ази́й (фр. Azille) — коммуна во Франции, находится в регионе Лангедок — Руссильон. Департамент коммуны — Од. Входит в состав кантона Пейрьяк-Минервуа. Округ коммуны — Каркасон.
Код INSEE коммуны — 11022.

## Население
Население коммуны на 2008 год составляло 1140 человек.
| 1962 | 1968 | 1975 | 1982 | 1990 | 1999 | 2008 |
| ---- | ---- | ---- | ---- | ---- | ---- | ---- |
| 1387 | 1441 | 1205 | 1195 | 1052 | 1056 | 1140 |

## Экономика
В 2007 году среди 652 человек в трудоспособном возрасте (15—64 лет) 419 были экономически активными, 233 — неактивными (показатель активности — 64,3 %, в 1999 году было 66,1 %). Из 419 активных работали 349 человек (206 мужчин и 143 женщины), безработных было 70 (31 мужчина и 39 женщин). Среди 233 неактивных 59 человек были учениками или студентами, 83 — пенсионерами, 91 были неактивными по другим причинам.

## Фотогалерея

Азий (панорама)

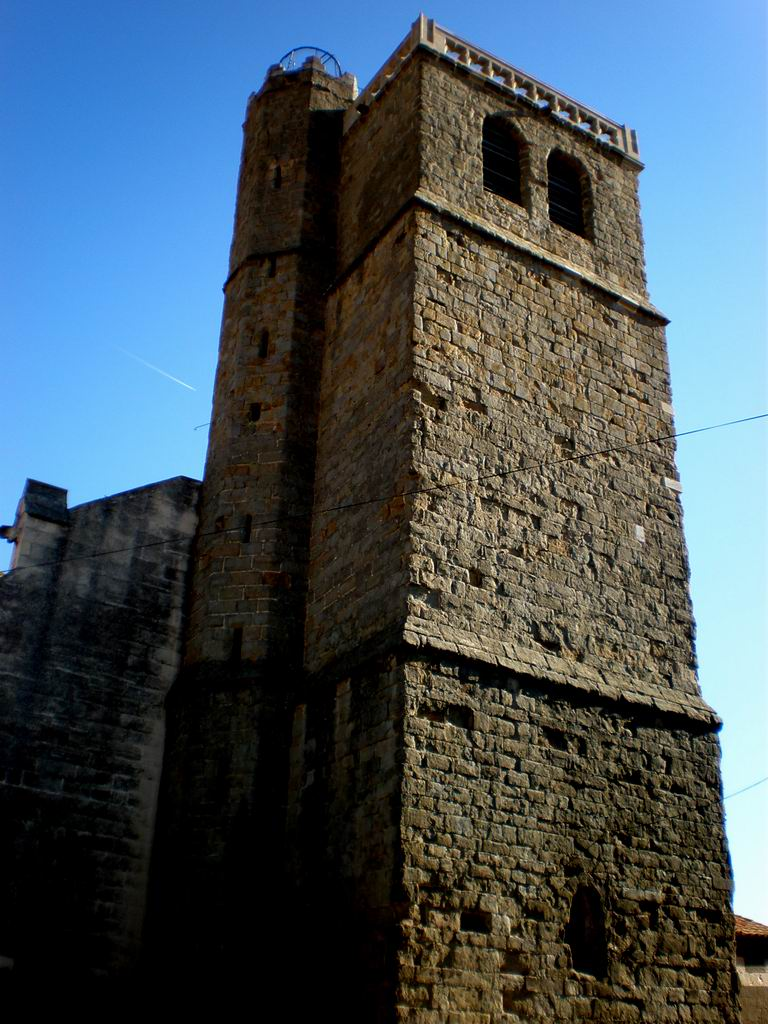
36-метровая колокольня
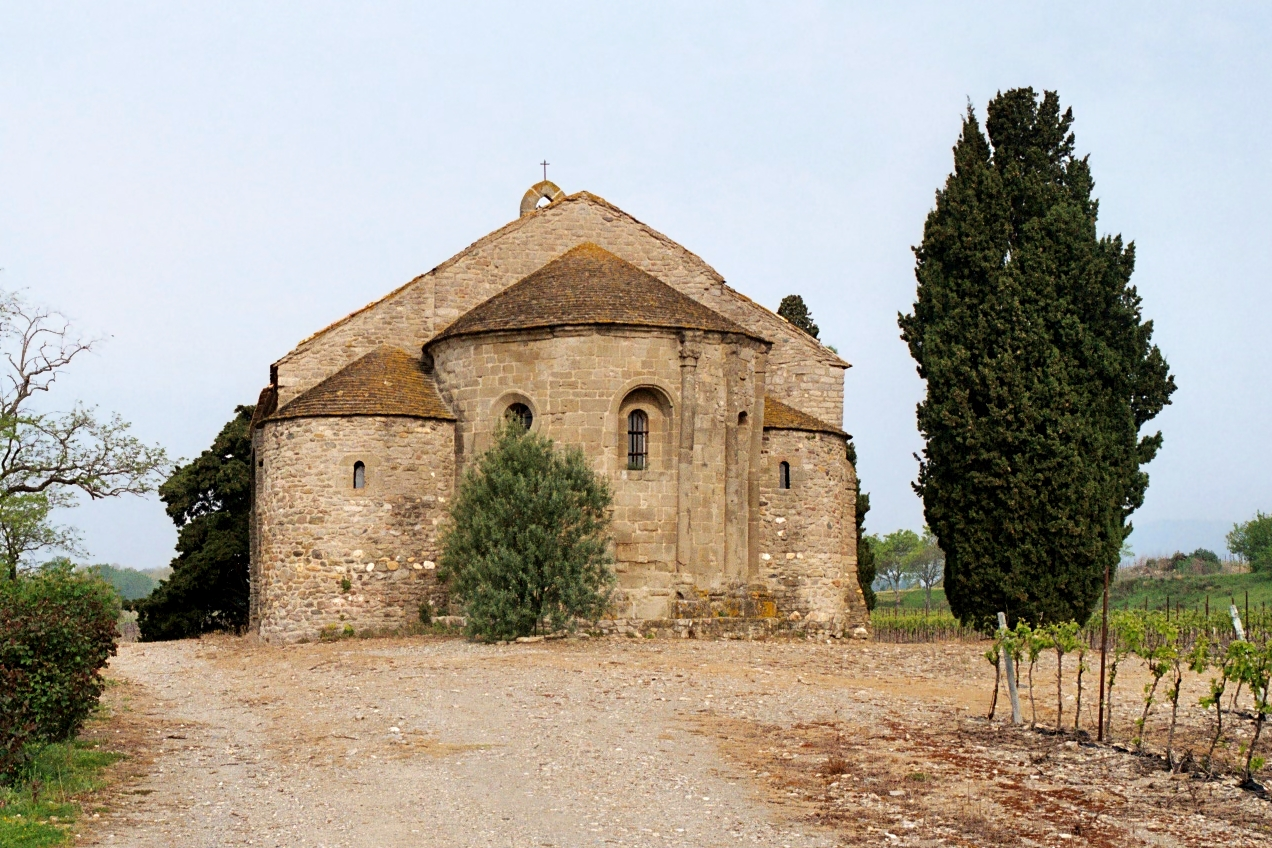
Часовня Сент-Этьен
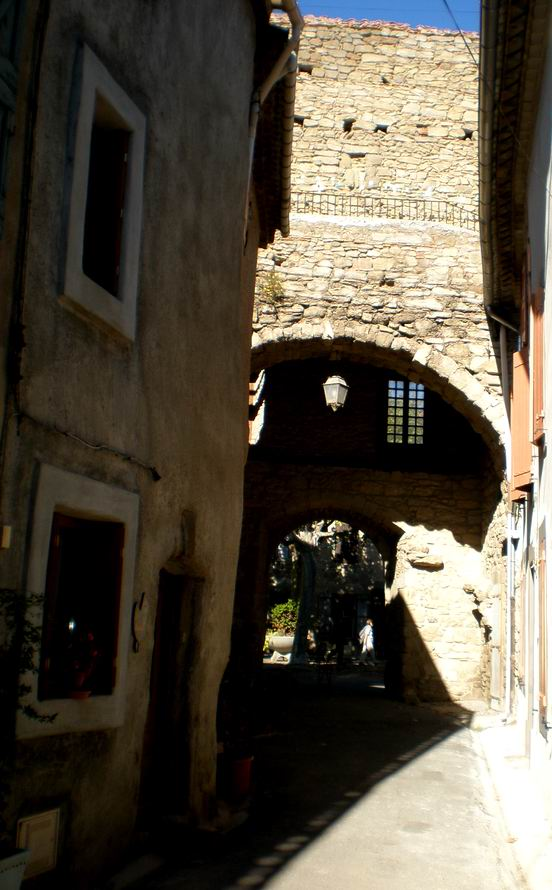